# Bobby Solo
Bobby Solo, seudónimo artístico de Roberto Satti (Roma, 18 de marzo de 1945), es un cantante italiano que cultiva el género de la música romántica, pop. Bobby es considerado por muchos el "Elvis Presley" italiano, y esto es debido al parecido de su voz, al estilo de su peinado, y finalmente a la admiración que siempre tuvo por el Rey del rock and roll. Fue ganador del Festival de San Remo en dos oportunidades (1965 con «Se piangi, se ridi» y 1969 con «Zingara»).

## Historia

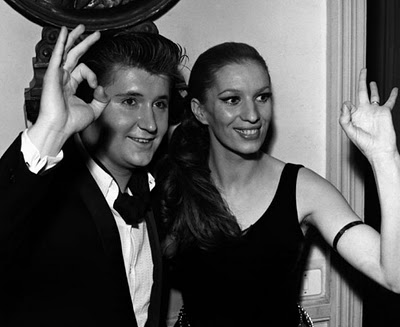
Bobby Solo e Iva Zanicchi, ganadores en San Remo 1969.

Debuta como cantante en el Festival de la canción de San Remo, en 1964, interpretando a la par, con Frankie Laine, el tema Una lacrima sul viso. Un año después resultará ganador de dicho festival con el tema Se piangi, se ridi (Si lloras, si ríes), que lo interpretará con el acompañamiento del célebre grupo juglar New Christy Minstrels. 
En 1964 gana el Festivalbar (Italia), con la canción Credi a me.
En 1965 participa en el Festival de Eurovisión celebrado en Nápoles, Italia, casificándose en el quinto puesto, con el tema Se piangi, se ridi.
En 1969, vuelve a ganar en San Remo al interpretar a dúo el tema Zíngara (Gitana) con la cantante Iva Zanicchi.
Son múltiples sus participaciones en el Festival de San Remo (que se realiza anualmente en Italia desde 1951), a saber:
1. 1964 Una lacrima sul viso - junto a Frankie Laine.
2. 1965 Se piangi se ridi - con a New Christy Minstrels.
3. 1966 Questa volta - junto a The Yardbirds.
4. 1967 Canta ragazzina - junto a Connie Francis.
5. 1969 Zíngara - junto a Iva Zanicchi.
6. 1970 Romantico blues - junto a Gigliola Cinquetti.
7. 1972 Rimpianto
8. 1980 Gelosia
9. 1981 Non posso perderti
10. 1982 Tu stai
11. 1984 Ancora ti vorrei
12. 2003 Non si cresce mai a dúo con Little Tony.

Entre otros tantos de sus éxitos, se recuerdan: San Francisco (1967), versión italiana del homónimo tema, interpretado por Scott McKenzie; Non c'è più niente da fare (1966); Siesta (1967); Doménica d'agosto (1969); Una granita di limone (1968).
En los años '80, junto a Rosanna Fratello y Little Tony, forma el grupo I Robot, con el cual logran un respetable éxito, presentándose, así también, en San Remo.
Bobby Solo ha tenido una notable repercusión dentro de los mercados alemán, francés, y español, habiendo grabado sus canciones de mayor éxito, en los idiomas mencionados, con muy importante número de copias vendidas.
En 1989 surge vencedor con Una lacrima sul viso en la transmisión musical denominada C'era una volta il festival.

## Filmografía

### Descripción en italiano
1. Una lacrima sul viso (1964).
2. Viale della canzone (1965).
3. La più bella coppia del mondo (1967).
4. Donne, botte e bersaglieri (1968).
5. Zíngara (1969).
6. F.F.S.S. cioè che mi hai portato a fare sopra Posillipo se non mi vuoi più bene (1983).

## Curiosidades
Durante la edición 1964 del Festival de San Remo, Bobby Solo tiene, de improviso, un impedimento en su voz por causa de un ataque de pánico escénico, lo que no le permitió cantar el tema Una lacrima sul viso en forma directa. Fue entonces donde se debió realizar, tal vez, uno de los primeros playback de la historia, situación que no estaba bien vista por el público. A causa de ello, en la actualidad, esta práctica está prohibida durante la realización del mencionado festival.
Este contratiempo le impidió a Bobby la victoria en el festival, pero sirvió como una especie de indemnización para los años siguientes, en donde el desempeño del cantante llegó a grandes niveles de atracción. Respecto a este episodio, mucha gente, pensó que podría haberse tratado de una maniobra publicitaria para promover la venta del disco, cuya grabación era de una calidad superlativa. 
Roberto Satti, alias Bobby Solo, es llamado por los italianos el "Elvis Presley di casa nostra".
En las elecciones políticas del año 2006 se presentó como candidato, por el partido UDEUR, a cubrir un cargo en la Cámara de Diputados, pero no terminó electo. No obstante ello, el día de la toma de posesión del cargo de Faustus Bertinotti como presidente de la cámara, se presenta dicho acto -por requerimiento del representante de su partido Clemente Mastella- y lo hace no pudiendo ocultar "Una lacrima sul viso", que se presenta como una casual paradoja del destino.